# 李宥珍
李宥珍（韓語：이유진，2004年12月11日—），韓國男演員。2019年10月，加入新公司Namoo Actors的同時宣佈將以藝名柳珍宇 (유진우) 活動。

## 演藝經歷
- 2018年，正式以電視劇《Sky Castle》出道，飾演禹秀韓一角，知名度上升。[2]
- 2019年：參加選秀節目《PRODUCE X 101》，以個人練習生身份出演Mnet節目，最終獲得第55名的成績[3][4]。同年10月，與經紀公司Namoo Actors簽約，正式加入公司。[5]

## 影視作品

### 電影
| 年份   | 片名            | 角色 | 性質 | 備註 |
| 2018年 | 《Be the Reds》 |      | 主演 |      |

### 電視劇
| 年份   | 電視臺  | 劇名                   | 角色        | 性質     | 備註   |
| 2018年 | JTBC    | 《Sky Castle》         | 禹秀韓      | 配角     |        |
| 2019年 | tvN     | 《很便宜，千里馬超市》 | 鄭尚泰      | 客串     |        |
| 2020年 | Netflix | 《Sweet Home》         |             | 客串     | 第五集 |
| 2022年 | SBS     | 《為何是吳秀才》       | 公燦/金東九 | 少年時期 |        |
| 2023年 | SBS     | 《7人的逃脫》          | 韓清秀      |          |        |

## 綜藝節目

### 固定出演
| 年份                        | 電視臺 | 節目              | 備註 |
| 2019年5月3日－2019年6月21日 | Mnet   | 《PRODUCE X 101》 |      |

## 獎項
- 2022年：SBS演技大奖 - 青少年演技獎 《為何是吳秀才》

## 外部連結
- 李宥珍的Instagram帳戶
- NAVER頁面